# علي أميري (لاعب كرة قدم)
علي اميري (21 مارس 1988 بإيران - ) هو لاعب كرة قدم إيراني في مركز الوسط. لعب مع نادي باس همدان ونادي بيكان ونادي داماش غيلان ونادي راه آهن ونادي صبا قم ونادي فولاد خوزستان ونادي يزد لوله وSang Ahan Bafq F.C. ‏.

## وصلات خارجية
- علي اميري على موقع قاعدة بيانات كرة القدم.إي يو (الإنجليزية)